# 秦桂贞
秦桂贞（1914年—？）女，江苏常州人，在上海当保姆，秦城监狱囚犯，江青反革命集团案证人。

## 生平
1936年4月，蓝苹（江青）在上海和演员唐纳结婚。这是江青的第二次结婚，婚礼在上海基督教青年会及杭州六和塔举行。上海各报纷纷报道。两个月后发生婚变，唐纳为此两度自杀未遂。一时上海各报纷纷刊登唐纳两度为蓝苹自杀的新闻，称之为“唐蓝事件”。不久，蓝苹又与已有妻子和孩子的导演章泯同居，上海舆论哗然。
1937年6月5日，蓝苹在上海出版的九卷四期《联华画报》上发表了《一封公开信》自辩，她写及唐纳：“他又来了，进门就骂我，我请他出去，他不出去，于是我叫阿妈上来，但是他竟把房门锁了，急得我那个善良的阿妈在外边哭，可是我呢？我却平静得很，我知道他很痛苦，让他骂骂出出气也是好的。可是天哪！他骂的是什么呢？我生平没受过的侮辱，他骂我玩弄男性，意志薄弱，利用男人抬高自己的地位，欺骗他……”蓝苹还写道：“在一个夜里，他又来了，就这样我打了他，他也打了我，我们关着房门，阿妈和朋友都敲不开。我疯了，我从没有那样大声地嚷过，这一次他拿走了他写给我的所有的信，他又说登报脱离关系，但是他并没有登……”
蓝苹反复提到的“阿妈”就是秦桂贞。秦桂贞是蓝苹借住的房东家的保姆。当时蓝苹、唐纳的住处是上海环龙路的“上海别墅”，是弄堂底的一座三层楼房。秦桂贞是许家的女佣。许家是二房东，住在三楼，把二楼的亭子间租给蓝苹。秦桂贞作为佣人每天在底楼的灶间烧菜，蓝苹住在二楼的亭子间，进出都要经过底楼的灶间。秦桂贞和蓝苹很快成为好友。
那时，蓝苹在罗宋饭馆（即俄罗斯人开的饭馆）搭伙，三角钱一客。月底蓝苹钱花光了没钱吃饭，秦桂贞到东家的厨房烧好蛋炒饭，偷偷端进蓝苹的亭子间。蓝苹边吃边说：“阿桂真好！阿桂真好！”
秦桂贞记得唐纳很斯文，说话软绵绵，有点“娘娘腔”。唐纳常坐在窗口桌子上写作。蓝苹讲话和笑的声音很响，有男人味道，但喜怒无常。每次蓝苹和唐纳吵架，秦桂贞总是充当“和事佬”进行调解。在蓝苹与唐纳分居，唐纳搬走后，因为唐纳仍常来，所以两人在二楼亭子间里仍不时吵闹。在吵架中，蓝苹经常动手殴打唐纳。
秦桂贞经常在生活上照顾江青。江青离开上海时，秦桂贞还将自己搜集的有关江青剧照的一本影集送给江青作为纪念。
1941年，秦桂贞结婚，丈夫也是穷人，在船上当水手，数年后病死。她没有子女，独自在上海生活。
文革初期，1968年2月，张春桥向江青密报：“上海的红卫兵在找一个保姆了解你过去的情况……”当时，张春桥并不知道保姆是谁，住在何处。江青随即召见中国人民解放军空军司令员吴法宪，要求吴法宪派人到上海找秦桂贞，表示“这个人的名字叫秦桂贞，人家喊她阿桂。30年代，我在上海的时候，她照料过我的生活，知道我的一些情况。这个人长期被上海市公安局里的坏蛋控制利用，可能泄露过我的机密情况。听说，最近又有人找她调查。这个人不能放在外边……”吴法宪很快派人到上海秘密诱捕了秦桂贞，用专机押到北京，投入秦城监狱。从1968年3月6日至1975年5月7日，秦桂贞被关押在秦城监狱7年多。出狱时，秦桂贞已神志不清，患有严重的高血压、糖尿病、白内障、浮肿病。获释后她带着“特务”的罪名回到上海。她的双腕留有监狱中手铐的凹印。
1976年10月粉碎“四人帮”后，秦桂贞请人代笔写了关于她受江青迫害的材料，该材料上呈后，被写进了揭发江青罪行的中共中央文件，印发全国。
1980年11月，秦桂贞乘坐中国民航波音班机飞往北京，此行她是应中华人民共和国最高人民法院特别法庭邀请，作为被害人出庭控诉江青罪行。在最高人民法院特别法庭审判江青时，从上海到北京的出庭者有郑君里夫人黄晨和秦桂贞两人。特别法庭此次将秦桂贞接到北京，主要是吴法宪在预审时已承认了对秦桂贞的迫害，并作了交代，而江青却始终不肯承认，因为江青估计秦桂贞早已被她迫害致死，死无对证。法官将当年秦桂贞送给江青的那本影集出示给江青看，并向江青出示了一些零散的照片，是吴法宪派人从秦桂贞家搜出的当年江青在上海演出时拍的剧照。在开庭审判前，秦桂贞被送到秦城监狱见已被关押在此的江青，秦桂贞说：“蓝小姐，我是秦桂贞，你还认得我吗？”正坐在墙角晒太阳的江青连忙回过头，随后站起来，吃惊地望着秦桂贞，接着叫了声：“阿桂！”江青要同秦桂贞握手，被秦桂贞拒绝，秦桂贞对江青冷冷地说：蓝小姐，你可把我害苦了，我在这里被你无辜地关了两年多，你待我真是太‘好’了！”接着秦桂贞伸出手臂，将衣袖挽起来，对江青说：“你看，这上面的手铐印还在哩！”说完秦桂贞头也不回地走了。事后，江青不得不承认了迫害秦桂贞的事实。
晚年秦桂贞仍然独居，已搬到一幢花园洋房的底楼居住，这是老东家许小姐的房产，免费供她居住。许小姐和丈夫郑先生定居香港。另外北京的中共高干夫人们也很关心她，尤其是陈云夫人于若木的妹妹于陆琳对她最关心，曾帮她解决了医疗转院等问题。